# Cầu Vồng Không Sắc
Cầu Vồng Không Sắc (en anglès, Rainbow Without Colours, traduïble com «Arc de Sant Martí sense colors») és una pel·lícula del Vietnam de l'any 2015 dirigida per Nguyen Quang Tuyen. La pel·lícula és protagonitzada per Nguyen Thanh Tu en el paper de Hoang i Vu Tuan Viet en el de Hung, i se centra en la relació romàntica entre dos germanastres i els seus pares després d'anunciar el seu amor a la seva família.
Es va projectar en la 39a edició del Festival Internacional de Cinema de Mont-real. La pel·lícula va rebre bones crítiques tant de la crítica com del públic.

## Argument
El Sr. i la Sra. Huynh són un matrimoni adinerat que viu en la ciutat Ho Chi Minh amb els seus dos fills, Hoang i Lan, i el seu fill adoptiu, Hung. Els dos nois passen tot el temps junts i un dia anuncien el seu amor a la seva família. No obstant això, la seva mare no pot acceptar-ho i tracta d'impedir que els seus fills segueixin un «estil de vida» homosexual. El seu cec amor maternal porta a Hung a la mort i a Hoang a la bogeria. La pel·lícula se centra principalment en la relació entre els pares i els seus fills al Vietnam, on els pares sempre pensen que han fet el millor per als seus fills.

## Repartiment
- Nguyễn Thanh Tú com Huynh Anh Hoang
- Vũ Tuấn Việt com Phan Trong Hung
- Khanh Kim com Mrs. Huynh
- Tung Yuki com Mr. Huynh
- Viet My com Huynh Lan
- Nsut Le Thien com Àvia
- Nsut Thanh Dien com Avi
- Nguyen Hoang com Hoang (jove)
- Nguyen Minh Thien Khoi com Hung (jove)

## Producció
El director del film, Nguyen Quang Tuyen, va rebre inspiració per al guió després de veure's un documental sobre homosexuals al Vietnam Television. Nguyen va comentar que li «va prendre tota la nit acabar l'esborrany del guió perquè estava emocionat». No obstant això, el projecte es prolongaria durant un any perquè Nguyen es va proposar a comprendre més sobre temes LGBT per a així poder desenvolupar encara més l'esborrany. Després d'això, es va prendre un altre any per intercanviar idees sobre el guió abans per finalment decidir fer la pel·lícula. La filmació va tenir lloc a la ciutat Ho Chi Minh durant un període de quaranta dies.
El càsting per als rols de Hoang i Hung va ser un difícil i es va estendre durant quatre mesos, ja que molts actors es van negar a actuar en la pel·lícula per temor al fet que la seva reputació fos destruïda per l'homosexualitat dels personatges

## Recepció
La pel·lícula va rebre bones crítiques tant de la premsa com de l'audiència, i va ser seleccionada d'entre 2.000 pel·lícules de tot el món per a ser projectada en l'edició número 39 del Festival Internacional de Cinema de Mont-real. El film també va ser un dels divuit candidats seleccionats per a competir en el First Films World Competition.
Quan la pel·lícula es va projectar al Vietnam el març de 2015, va rebre una atenció especial tant de la premsa com del públic, amb milers de crítiques d'usuaris en xarxes socials com Facebook. Va ser descrita com l'única pel·lícula vietnamita que «va fer plorar al públic».

## Premis
- 2016. Golden Kite Award a la millor pel·lícula destacada.
- 2016. Golden Kite Award al millor actor per a Nguyen Thanh Tu.
- 2016. Golden Kite Award al millor efecte de so per a Tran Manh Hoang.